# Benefalva
Benefalva (1899-ig Benicz, szlovákul Benice) község Szlovákiában, a Zsolnai kerületben, a Turócszentmártoni járásban.

## Fekvése
Turócszentmártontól 13 km-re délre fekszik.

## Története
1267-ben „Bene” néven említik először. 1269-ben IV. Béla Imrich fiainak adta. Később 1291-ben „Benefalua”, 1417-ben „Benych”, 1453-ban „Benycz”, néven szerepel az írott forrásokban. 1785-ben 17 házában 138 lakos élt.
A 18. század végén Vályi András így ír róla: „BENEFALVA. vagy Benicze. Tót falu Turótz Vármegyében, földes Ura Beniczky Uraság, hajdan Benefalva vólt neve, IV. BÉLA 1269. ajándékozta Beneföldgyét Thuróczy Imre fiainak; ZSIGMOND Király 1413. Benicz Mártonnak, és Jánosnak adta; ez ajándékot I. FERDINÁND Beniczky Miklósnak megújjította, ki is hadi jeles viselete által tette magát erre érdemessé; és ez az eredete a’ Beniczky régi familiának; egyéb aránt e’ helységnek határa elég termékeny, legelője is elég, második Osztálybéli.”
A 19. századig a Beniczky család birtokában állt. 1828-ban 20 háza és 189 lakosa volt, akik főként mezőgazdasággal foglalkoztak.
Fényes Elek 1851-ben kiadott geográfiai szótárában így ír a faluról: „Benicz, tót falu, Thurócz vármegyében, a Thurócz vize jobb partján s a Posonyi országutban, Sz.-Mártontól délre 1 és 1/2 mfd. 155 katholikus, 26 evangelikus, 8 zsidó lak. F. u. többen. Ut. p. Thurócz-Zsámbokrét.”
A trianoni diktátumig Turóc vármegye Turócszentmártoni járásához tartozott.

## Népessége
| Év:            | 1994. | 2004.   | 2014.    | 2024.   |
| -------------- | ----- | ------- | -------- | ------- |
| Emberek száma: | 276   | 288     | 353      | 343     |
| Eltérés:       |       | +4,34 % | +22,56 % | -2,83 % |

| Év:            | 2023. | 2024.   |
| -------------- | ----- | ------- |
| Emberek száma: | 344   | 343     |
| Eltérés:       |       | -0,29 % |

1910-ben 171, túlnyomórészt szlovák lakosa volt.
2001-ben 292 lakosából 291 szlovák volt.
2011-ben 324 lakosából 312 szlovák.